# أحمد سلمان كمال
أحمد سلمان كمال (مواليد 1 يناير 1930 في المنامة - وفيات 9 مايو 2017 في الرفاع) سياسي وصحفي وكاتب ومذيع بحريني راحل.

## السيرة الذاتية

### النشأة والتعليم
ولد كمال في 1 يناير 1930 في العاصمة المنامة. تأثر في صغره بوالده الذي كان مثقفاً وأسس له مكتبة تجارية وساهم في تأسيس المنتدى الإسلامي عام 1928 وتولى أيضاً إدارة مكتبة الاستعلامات البريطانية. في صغره درس في الكتّاب لحفظ القرآن ثم التحق بالمدرسة الغربية في المنامة وتخرج منها عام 1944. 

### المسيرة المهنية
عمل بعدها بوظيفة موظف في إدارة التموين. بعدها بعامين انضم للعمل في مديرية المعارف (وزارة التربية والتعليم حاليا) وفي عام 1956 عمل سكرتيراً في المدرسة الشرقية بالمنامة. أثناء عمله اهتم بالقراءة والكتابة والأدب وظهرت مواهبه فقام بالكتابة في مجلة صوت البحرين. عمل محررا في صحيفة القافلة بين عامي 1953 و1954 وذلك أثناء العطلة الصيفية للمدارس. في عام 1957 التحق للعمل في إذاعة البحرين واستمر فيها إلى عام 1963. عمل في الإذاعة مذيعا ومقدم برامج ومؤلفاً إذاعياً ومنتجا. في عام 1961 حصل على دورة تدريبية في هيئة الإذاعة البريطانية في لندن عاصمة بريطانيا لمدة 6 شهور. التحق بمطبعة جريدة الأضواء للعمل مديراً بها وفي عام 1966 التحق بقسم المطبوعات في وزارة الإعلام. عمل محرراً في مجلة هنا البحرين كما تولى رئاسة تحريرها. في عام 1973 أصبح مديرا للمطبوعات في وزارة الإعلام ولغاية عام 1979. في عام 1979 تولى رئاسة تحرير صحيفة أخبار الخليج ولغاية عام 1995 كما تولى الإشراف على إصدار جريدة غلف ديلي نيوز. كتب أثناءها مقال إسبوعي بالصحيفة يتناول فيه القضايا المحلية والعربية والدولية. 

### المسيرة السياسية
في عام 1992 تم تعيينه عضو في مجلس الشورى واستمر عضواً فيه لغاية عام 1999.

### العودة للمسيرة الصحافية
واصل بعدها الكتابة بشكل يومي في الصحافة المحلية. قام بتأليف العديد من الأعمال الأدبية والقصص القصيرة.

## الوفاة
توفي في منزله في 9 مايو 2017 ودفن في اليوم التالي في مقبرة المنامة.

## الحياة الشخصية
متزوج ولديه: طارق، سلمان، نبيل، المرحومة فتحية، منى، ونوال.

## المؤلفات
يعد كمال أحد رواد القصة القصيرة في البحرين فقد كتب أكثر من 50 قصة وألف مجموعات قصصية عدة من بينها: المجنونة وجناية أب والكأس الأخيرة.
وقد صدرت حول الراحل عدد من المطبوعات من بينها «أحمد كمال صحفياً وقاصاً» للمؤلف الدكتور مكي محمد سرحان وكتاب «أحمد سلمان كمال.. عطاء بلا حدود» للمؤلف الدكتور محمد سرحان.